# Obsessão (espiritismo)
Obsessão, segundo o espiritismo, seria uma influência de supostos seres imateriais que influenciariam as pessoas devido aos seus pensamentos impuros. Os adeptos desta doutrina acreditam que a obsessão pode causar doenças físicas e psíquicas.
Segundo Allan Kardec, o codificador do espiritismo, seria o domínio que alguns espíritos logram adquirir sobre certas pessoas. Nunca é praticado senão por espíritos inferiores que procuram dominar o obsediado. É a ação persistente que um espírito mau exerce sobre um indivíduo. Apresenta caracteres muito diversos, desde a simples influência moral, sem perceptíveis sinais exteriores, até a perturbação completa do organismo e das faculdades mentais.

## Influência dos espíritos
Conforme pode depreender-se da Literatura em geral, crença na influência do espíritos dos mortos sobre os vivos é antiga, l. Como exemplo popular, o escritor português Camilo Castelo Branco, nas suas "Novelas do Minho", documenta um caso mediático no seu país em meados do século XIX, em nota na primeira parte do conto "Maria Moisés":
"(1) A profunda certeza de que o corpo humano está exposto a invasões diabólicas entra no Minho em capacidade de bacharéis. Vinte e oito anos depois que o minorista professava crenças em obsessos, por 1841, na freguesia de Ribas, concelho de Celorico de Basto, um moço de lavoura requeria ao juiz de paz — que o era dos órfãos também — neste sentido: "Que a alma de certa pessoa se lhe metera no corpo, e o não deixava dormir, exigindo-lhe um sermão e certo número de missas; e, como ele suplicante era pobre, requeria que despesa fosse feita à custa da caixa dos órfãos."
O juiz de paz ponderou-se seriamente e conscienciosamente à justiça do pedido; mas não quis ainda assim decidir sem consultar pessoa de maiores teologias. Mandou, pois, ouvir o doutor Curador dos órfãos: o qual respondeu "que se ouvisse previamente o conselho de família": O conselho reunido deliberou que, visto o doutor Curador não impugnar, era de parecer que se concedesse à alma a graça que requeria, e se aliviasse o rapaz do vexame. Em consequência, pregado o sermão e ditas as missas, o rapaz ficou são e escorreito. (Veja o "Periódico dos Pobres no Porto", de maio de 1842, e a "Revista Universal Lisbonense" do mesmo ano, pág. 430). O doutor Curador de Celorico provavelmente está hoje no Supremo Tribunal de Justiça a lavrar os acórdãos. Semelhante magistrado, se conserva ainda no espírito as velhas crenças até certo ponto cristãs, de certo não fará justiça de mouro." 
Allan Kardec, em O Livro dos Médiuns, dedicou um capítulo inteiro ao tema "Obsessão".

## Graus de obsessão
No que tange aos tipos possíveis de obsessão, a doutrina espírita apresenta uma classificação em três graus de intensidade crescente, a saber:
- A obsessão simples, que ocorre quando um espírito ou vários influenciam a mente de um médium com suas ideias, mas de maneira tal que o médium consciente percebe. A obsessão simples perturba, podendo causar constrangimento quando o médium inexperiente exprime de forma desavisada pensamentos que não são seus e somente se dá conta disso depois. No entanto, ele, médium, permanece senhor de si mesmo e reconhece quando fala ou age sob influência, sendo a ele possível, com estudo, aprender a controlar-se.

- A fascinação é uma ação direta e constante do pensamento de um espírito sobre a mente do médium paralisando-lhe o raciocínio de tal modo que este aceita tudo que lhe é passado pelo espírito como a mais pura verdade, reproduzindo, desde informações simplórias aos mais completos disparates, como se fosse tudo fruto da mais profunda sabedoria. O espírito que se dedica à fascinação de um médium é ardiloso pois, primeiro, ele tem que ganhar a confiança irrestrita do médium para aos poucos ir dominando seu raciocínio.

- A subjugação é uma influência tão forte sobre a mente do médium que este não mais raciocina nem age por si mesmo, agindo como marionete do espírito ou dos espíritos que o influenciam.

A obsessão simples tanto pode ser resultado da ação de espíritos voltados para o mal que querem prejudicar o médium por sentir prazer nisso, como de espíritos que identificaram no médium alguém que lhes prejudicou ou agrediu física ou moralmente em outra existência e, não tendo evoluído a ponto de perdoá-lo, dele buscam vingança. A fascinação tanto pode ser uma ação dirigida contra o médium, para fazê-lo parecer ridículo e, assim, humilhá-lo, como uma ação dirigida a um grupo ou a toda uma comunidade visando criar um movimento de oposição a outros voltados ao bem e à busca da verdade. Os casos de subjugação, finalmente, são os mais complexos, pois se trata sempre da ação de espíritos que têm profundo ódio pelo médium, tudo fazendo para lhe arruinar a existência.

### De obsessão simples a subjugação
Analisando-se o caso de Anneliese Michel (1952-1976), supõe-se que ela começou a sofrer de obsessão aos 16 anos. O fato de ela alegar desde o começo que estava sob influência de supostos espíritos, de vê-los e querer se ver livre deles revela sob a ótica da fé, que ela estivesse, inicialmente, sob o efeito de uma obsessão simples. Infelizmente, a época, não seria possível um diagnóstico adequado e tratamento para causas psiquiátricas, de modo que a possibilidade de obsessão é mera especulação nesse caso.  
No entanto, sem que tratamento algum lograsse sucesso, os crentes supunham se tratar da investida de espíritos, que aos poucos teriam conseguindo ter controle sobre sua mente e sobre seu corpo, o que caracterizaria sob o ângulo da fé espírita, um caso de subjugação, conforme se lê no artigo sobre a jovem:  
| “ | Ela insultava, espancava e mordia os outros membros da família, além de dormir sempre no chão e se alimentar com moscas e aranhas, chegando a beber da própria urina. Anneliese podia ser ouvida gritando por horas em sua casa, enquanto quebrava crucifixos, destruía imagens de Jesus Cristo e lançava rosários para longe de si. Ela também cometia atos de auto-mutilação, tirava suas roupas e urinava pela casa com freqüência. | ” |

## Tratamento
Na visão espírita, nem toda perturbação emocional tem origem espiritual, sendo sempre importante a averiguação médica das origens da mesma. Identificando-se, porém, uma ocorrência de obsessão, recomenda-se o tratamento de suas causas, ao mesmo tempo em que o tratamento médico lhe trata os efeitos. Como o Espiritismo vê, na obsessão e na subjugação, a ação de espíritos desencarnados que odeiam o médium e querem se vingar dele , aos quais chama de obsessores, ele preconiza o esclarecimento dos mesmos à luz da Lei de Causa e Efeito ao mesmo tempo em que enseja ao médium e àqueles que se preocupam com ele uma ação efetiva em busca do auto-aprimoramento, baseada no estudo da Doutrina Espírita e na dedicação à caridade. O tratamento da obsessão, chamado de desobsessão, é sempre feito em um Centro Espírita. Nele se utiliza a Lei de Causa e Efeito na tentativa de mostrar aos obsessores que aquele por quem eles nutrem ódio hoje, em função de lhes ter feito mal em existência passada, teria, em existência ainda mais remota, sido a vítima cujos agressores teriam sido eles, ocasião em que teriam plantando a semente do mal que mais tarde os viria a afligir. Quebrar o círculo vicioso do ódio entre obsessor e obsediado é tarefa que requer do esclaredor espírita, paciência, perseverança e conhecimento dos mecanismos da vida. A desobsessão espírita é baseada no amor, pois procura ver a todos, obsessores e obsidiados, como irmãos e irmãs queridos necessitando de esclarecimento.
O Espiritismo orienta o tratamento das obsessões, promovendo melhor compreensão da relação entre o do obsessor e obsidiado mas destaca a importância da participação do enfermo como condição básica para o êxito. Entre as forma de tratamento Schubert, (1979)  inclui:
- Autodesobsessão: Ato de reforma íntima, tal como esclarece a Doutrina Espírita ou seja auto-evangelização, esforço e empenho para dominar as más tendências e inclinações, até chegar a uma auto-aceitação e "amor próprio".
- Prece: a prece é o mais poderoso meio de que se dispõe para demover de seus propósitos maléficos o obsessor.” (A Gênese, Allan Kardec, capítulo 14º, item 46.)
- Caridade: a prática da caridade e exercício para desenvolver em si mesmo o "amor ao próximo" que preconiza o evangelho

## Obsessão e missão
É interessante o relato de que Anneliese teria tido um sonho com Maria, mãe de Jesus, em que esta ter-lhe-ía oferecido duas opções, a de se ver livre dos espíritos que a atormentavam ou a de continuar sendo atormentada por eles para que as pessoas soubessem da ação do mal e que Anneliese teria escolhido a segunda opção. À luz do entendimento espírita, o encontro de Anneliese em sonho com uma entidade luminosa que foi percebida por ela como sendo Maria, mãe de Jesus, pode ter sido um encontro com o Espírito guia de Anneliese e a proposta que ela relatou ter-lhe sido feita pode indicar que tudo o que ela sofreu fez parte de sua programação de vida para aquela existência. Nesse caso, a existência sofrida de Anneliese Michel em uma sociedade desinteressada pelas questões espirituais assumiria um novo e mais amplo significado, o que, tivesse ela vivido no Brasil, não seria o caso. Caso essa hipótese fosse comprovada, teríamos um caso raro de obsessão consentida durante a programação da existência, isto é, uma missão de vida.

## Outras considerações
Alguns espíritas consideram a obsessão o "mal do século", pois muitas são as suas manifestações e poucas são comunidades no mundo que sabem como dela tratar integralmente.
É importante frisar que os sintomas descritos como causados pela obsessão, conforme dito mais acima em "Tratamento", podem ser causados por distúrbios psiquiátricos conhecidos, recomendando-se a avaliação por profissional da área. 
O CID 10, item F44.3 - define estado de transe e possessão como "transtornos caracterizados por uma perda transitória da consciência de sua própria identidade, associada a uma conservação perfeita da consciência do meio ambiente. Devem aqui ser incluídos somente os estados de transe involuntários e não desejados, excluídos aqueles de situações admitidas no contexto cultural ou religioso do sujeito. 
Exclui: esquizofrenia (F20.-), intoxicação por uma substância psicoativa (F10-F19 com quarto caractere comum .0), síndrome pós-traumática (F07.2) e transtorno(s) orgânico da personalidade (F07.0) e transtornos psicóticos agudos e transitórios (F23.-)"
Este item está classificado sob F44 Transtornos dissociativos ou de conversão, que por sua vez "se caracterizam por uma perda parcial ou completa das funções normais de integração das lembranças, da consciência, da identidade e das sensações imediatas, e do controle dos movimentos corporais. Os diferentes tipos de transtornos dissociativos tendem a desaparecer após algumas semanas ou meses, em particular quando sua ocorrência se associou a um acontecimento traumático. A evolução pode igualmente se fazer para transtornos mais crônicos, em particular paralisias e anestesias, quando a ocorrência do transtorno está ligada a problemas ou dificuldades interpessoais insolúveis. No passado, estes transtornos eram classificados entre diversos tipos de “histeria de conversão”. Admite-se que sejam psicogênicos, dado que ocorrem em relação temporal estreita com eventos traumáticos, problemas insolúveis e insuportáveis, ou relações interpessoais difíceis. Os sintomas traduzem freqüentemente a ideia que o sujeito se faz de uma doença física. O exame médico e os exames complementares não permitem colocar em evidência um transtorno físico (em particular neurológico) conhecido. Por outro lado, dispõe-se de argumentos para pensar que a perda de uma função é, neste transtorno, a expressão de um conflito ou de uma necessidade psíquica. Os sintomas podem ocorrer em relação temporal estreita com um “stress” psicológico e ocorrer freqüentemente de modo brusco. O transtorno concerne unicamente quer a uma perturbação das funções físicas que estão normalmente sob o controle da vontade, quer a uma perda das sensações. Os transtornos que implicam manifestações dolorosas ou outras sensações físicas complexas que fazem intervir o sistema nervoso autônomo, são classificados entre os transtornos somatoformes (F45.0). Há sempre a possibilidade de ocorrência numa data ulterior de um transtorno físico ou psiquiátrico grave." 
Enfatizamos que, segundo essas definições o estado de possessão, segundo a definição médica, deve incluir aqueles de transe involuntários e não desejados, mas exclui aqueles ligados ao contexto cultural ou religioso do sujeito. Não pode, portanto, ser tomado como um reconhecimento dos fenômenos espirituais pela medicina. 
Uma revisão de trabalhos publicados desde o final do século XIX sobre messianismo, loucura religiosa e trabalhos contemporâneos relacionando religião, uso de álcool e drogas, além de algumas condições clínicas (esquizofrenia e suicídio), refere-se à ausência de uma linha de pesquisa que proporcione uma melhor articulação entre investigação empírica e análise teórica dos dados, assim como um diálogo mais próximo da psiquiatria com ciências sociais, como a antropologia e a sociologia da religião para um maior avanço nesta área.